# Point Disappointment
Der Point Disappointment (von englisch disappointment ‚Enttäuschung‘) ist eine Landspitze an der Scott-Küste des ostantarktischen Viktorialands. Er liegt am Fuß des Kar-Plateaus südlich des Dreikanter Head und ragt in den Granite Harbor hinein.
Ein Geologenteam um Thomas Griffith Taylor (1880–1963) benannte ihn im Zuge der Terra-Nova-Expedition (1910–1913) des britischen Polarforschers Robert Falcon Scott. Der weitere Benennungshintergrund ist nicht überliefert.